# Conjunt de cases al carrer Pau Gesa, 61-65 (Cardedeu)
El Conjunt de cases al carrer Pau Gesa, 61-65 és una obra noucentista de Cardedeu (Vallès Oriental) inclosa a l'Inventari del Patrimoni Arquitectònic de Catalunya.

## Descripció
Construcció civil. Tres cases bessones entre mitgeres, de planta baixa i pis. Façanes planes arrebossades amb finestres balconeres al primer pis, alternant amb finestres cegues. A la planta baixa, portal d'entrada amb finestres al seu costat, com a element decoratiu cal destacar el guardapols de les finestres i portes. En general les cases són d'una gran simplicitat i sobrietat.

## Història
Aquestes cases corresponen a una expansió de la vila que segueix l'ordre del pla d'ordenació fet a finals del segle xix segons un projecte de Magin Torruella, al febrer de 1916 executat pel mestre d'obres P. Comes. Són fruit d'un sostingut creixement demogràfic, tant intern com extern, que segueix al llarg de tot el segle.